# ГЭС Жирау
ГЭС Жирау (порт. UHE Jirau) — крупная низконапорная русловая гидроэлектростанция в штате Рондония Бразилии с установленной мощностью 3,75 ГВт, расположена на притоке Амазонки реке Мадейре в 80 км вверх по течению от города Порту-Велью и в 85 км от границы с Боливией.

## Основные сведения
Гидроэлектростанция относится к низконапорным русловым гидроузлам, в силу ограниченной возможности регулирования стока, гидроузел предназначен для выработки электричества, улучшения условий судоходства на участке водохранилища. Вместе с ГЭС Санту Антониу вниз по течению, формирует строящийся каскад ГЭС на Мадейре, который после завершения должен будет располагаться в двух странах, в Бразилии и Боливии.
Гидроузел располагается в створе реки со среднегодовым расходом 17 686 м³/сек, гарантированная установленная мощность согласно проекту составляет 2 185 МВт, что соответствует среднегодовой выработке 19,142 млрд  кВт⋅ч или КИУМ станции 58,3%.
Общая стоимость двух проектов ГЭС Санту Антониу и Жирау составляет 15,6 млрд USD, из них 5 млрд расходы на строительство судопропускных сооружений и на развитие инфраструктуры.
Площадь водохранилища составляет 258 км2.